# Olocausto in Estonia
L'Olocausto in Estonia si riferisce ai crimini nazisti compiuti durante l'occupazione dell'Estonia da parte della Germania nei confronti della popolazione di etnia semita. L'Estonia, con lo sterminio di massa degli ebrei eseguito dalle Einsatzgruppe A naziste aiutate dai collaboratori locali estoni, fu il primo paese dell'Asse a essere dichiarato Judenfrei (privo di ebrei) il 1941.
Prima della guerra, c'erano circa 4 300 ebrei nel Paese baltico. Dopo l'occupazione sovietica del 1940 circa il 10% della popolazione ebraica fu deportata in Siberia, assieme ad altri estoni (vedi deportazioni sovietiche dall'Estonia). Circa il 75% degli ebrei in Estonia, consapevoli del destino che li attendeva quando la Germania avviò l'operazione Barbarossa, fuggì nell'Unione Sovietica, mentre tutti coloro che rimasero (tra le 950 e le 1 000 persone) furono uccisi.
Nel complesso, morirono oltre agli ebrei anche circa 6 000 estoni etnici e 1 000 etnici russi, accusati di essere simpatizzanti comunisti o parenti di sostenitori del marxismo. Anche i rom furono perseguitati e costretti a fornire manodopera dagli occupanti e dagli estoni filo-nazisti. Inoltre, circa 15 000 prigionieri di guerra sovietici ed ebrei di altre zone d'Europa furono spediti in Estonia per essere uccisi durante l'occupazione tedesca.

## Antefatti
I primi riferimenti agli ebrei in Estonia risalgono al XIV secolo. L'insediamento ebraico più stabile in Estonia iniziò nel XIX secolo, quando nel 1865 Alessandro II di Russia garantì il diritto di stabilirsi nella regione a chi possedesse un titolo universitario. Nel 1867 vi erano 657 ebrei in Estonia, saliti a 5 500 poco prima della grande guerra. Meno del 10% viveva fuori città.
La creazione della Repubblica d'Estonia nel 1918 segnò l'inizio di una nuova era per gli ebrei. Circa 200 semiti parteciparono ai combattimenti nelle guerre d'indipendenza e 70 di essi erano volontari. Sin dai primi giorni della sua esistenza come stato, l'Estonia mostrò tolleranza nei confronti di tutti i popoli che vivevano sul suolo nazionale. Il 12 febbraio 1925 il governo estone approvò una legge relativa all'autonomia culturale delle minoranze. Nel giugno 1926 fu eletto il Consiglio culturale ebraico e fu dichiarata l'autonomia culturale ebraica. Il provvedimento suscitò grande approvazione, come dimostra una lettera di ringraziamento inviata dalla comunità ebraica al governo. Nel 1936, il quotidiano ebraico britannico The Jewish Chronicle riferiva che "l'Estonia è l'unico paese dell'Europa orientale in cui né il governo né il popolo compiono alcuna discriminazione contro gli ebrei, lasciati liberi e in grado di condurre una vita priva di noie secondo i propri principi nazionali e culturali".

## Sterminio della popolazione ebraica
Rastrellamenti e uccisioni dei rimanenti ebrei iniziarono immediatamente a seguito della ritirata dei sovietici il 7 luglio 1941, in quanto la prima tappa del Generalplan Ost prevedeva la "rimozione" del 50% degli estoni. La gran parte delle operazioni fu eseguita dall'Einsatzkommando (Sonderkommando) 1A guidata da Martin Sandberger, parte dell'Einsatzgruppe A agli ordini di Walter Stahlecker. Arresti ed esecuzioni continuarono mentre i tedeschi, con l'assistenza di collaboratori locali, avanzavano nelle regioni orientali dell'Estonia: una volta completata la conquista, il Paese baltico divenne parte del Reichskommissariat Ostland e rimasero comunque attive università, scuole e amministrazioni locali. Venne istituita una sicherheitspolizei per la sicurezza nazionale guidata da Ain-Ervin Mere, poi rimosso dall'incarico perché ritenuto potenzialmente nocivo per gli interessi tedeschi. L'Estonia fu abbastanza presto dichiarata Judenfrei, cioè priva di ebrei, durante la conferenza di Wannsee. Gli ebrei che erano rimasti in Estonia (929 secondo il calcolo più recente) furono uccisi e meno di una dozzina di ebrei estoni sopravvissero alla guerra e all'eccidio in patria.

### Politica tedesca verso gli ebrei in Estonia

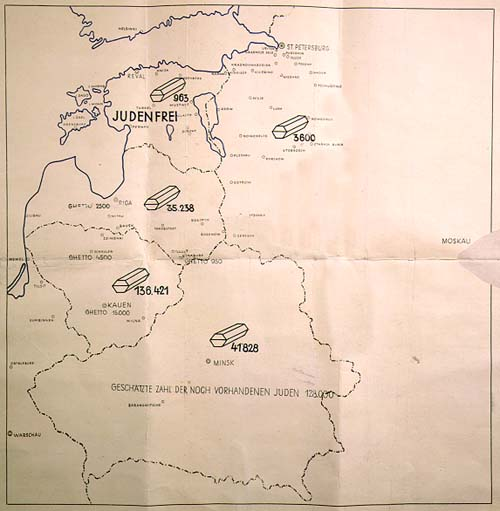
Mappa titolata "Esecuzioni ebraiche eseguite dall'Einsatzgruppe A" dal 31 gennaio 1941, rapporto del comandante Stahlecker. Contrassegnata come "Materiale classificato del Reich", la cartina mostra il numero di ebrei fucilati nell'Ostland e riporta in fondo: "il numero stimato di ebrei ancora a portata di mano è di 128.000". L'Estonia è contrassegnata come judenfrei

Gli archivi di stato estoni contengono certificati di morte ed elenchi di ebrei fucilati datati luglio, agosto e inizio settembre 1941. Un caso da cui trarre spunto per comprendere il modus operandi tedesco è fornito dal certificato di morte di Rubin Teitelbaum, sollevatore di pesi 7 volte medaglia d'oro nato a Tapa il 17 gennaio 1907, sul quale si attestava al punto 7 già stampato con solo la data lasciata in bianco: "A seguito del provvedimento della Sicherheitspolizei, condannato a morte il 4 settembre 1941, con decisione presa il medesimo giorno a Tallinn". Il crimine di Teitelbaum era "essere ebreo" e costituire per questo una "minaccia per l'ordine pubblico". L'11 settembre 1941 un articolo intitolato "Juuditäht seljal" ("Una stella di David sulla schiena") venne pubblicato sul quotidiano estone Postimees, in cui si dichiarava che il Dr. Otto-Heinrich Drechsler, Alto Commissario dell'Ostland, aveva emesso ordinanze in virtù delle quali tutti i residenti ebrei dell'Ostland da quel giorno in poi avrebbero dovuto indossare una stella di David a sei punte gialla visibile della dimensione di almeno 10 cm di diametro sul lato sinistro del torace e della schiena.
Lo stesso giorno, i regolamenti emessi dalla Sicherheitspolizei furono consegnati a tutti i dipartimenti di polizia locali: in questo modo, le leggi di Norimberga erano divenute vigenti nell'Ostland, definendo chi era ebreo e di quali diritti disponeva o di quali no. Agli ebrei fu proibito di cambiare luogo di residenza, camminare lungo il marciapiede, usufruire di qualsiasi mezzo di trasporto, recarsi in teatri, musei, cinema o scuola. Le professioni quali avvocato, medico, notaio, banchiere o agente immobiliare furono escluse agli ebrei, così come la possibilità di lavorare come venditori ambulanti. Il regolamento stabiliva inoltre che le proprietà e le case dei cittadini ebrei dovevano essere confiscate. Il regolamento sollecitava un pronto avviamento delle procedure da parte della polizia per stilare elenchi dei dati anagrafici di tutti i semiti, i rispettivi indirizzi e le proprietà in loro possesso entro il 20 settembre 1941. Il progetto di istituzione dei campo di concentramento riguardò in primis un'area a sud-est di Tartu.

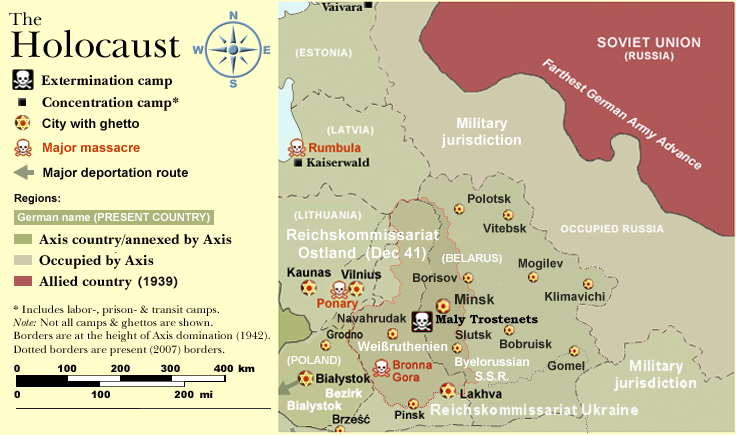
Mappa del Reichskommissariat Ostland che mostra le procedure di svolgimento della soluzione finale

Una disposizione successiva ordinò la costruzione di un ghetto vicino alla città di Harku, ma questo non fu mai eretto, venendo al suo posto fu realizzato un piccolo lager.
L'Archivio di Stato estone contiene circa 450 fascicoli riguardanti ebrei estoni. In genere, gli arresti venivano eseguiti a casa o in strada, prima di essere portati alla stazione di polizia locale e accusati del "crimine" di essere ebrei. Subito dopo, si procedeva a fucilarli seduta stante o inviarli al campo di concentramento per poi morire comunque più tardi. Una donna estone di cui si conoscono solo le iniziali, E. S., descrive l'arresto del marito ebreo come segue:

## Ebrei stranieri
Dopo l'invasione degli Stati baltici, il governo nazista aveva intenzione di utilizzare i tre paesi come principale area di genocidio di massa. Di conseguenza, ebrei di paesi al di fuori dell'Estonia, della Lettonia e della Lituania furono deportati lì per essere uccisi. Si stima che 10.000 ebrei furono uccisi in Estonia dopo essere stati deportati in campi lì da altre parti dell'Europa orientale. I nazisti stabilirono inoltre 22 campi di concentramento nel territorio estone al fine di ospitare ebrei stranieri, dove sarebbero stati impiegati come braccianti: il più grande di essi, quello di Vaivara, aveva una capienza di 1.300 posti e ospitava 20.000 ebrei provenienti dalla Lettonia e dai ghetti lituani. Di solito gli uomini in grado di lavorare erano impiegati nelle miniere di scisto bituminoso, nell'Estonia nord-orientale, mentre invece donne, bambini e anziani venivano uccisi al loro arrivo.
Almeno due gruppi di ebrei dell'Europa centrale furono deportati in Estonia e uccisi all'arrivo nel sito di Kalevi-Liiva, vicino al campo di concentramento di Jägala.

### Sterminio di ebrei stranieri a Kalevi-Liiva
Secondo le testimonianze dei sopravvissuti, giunsero almeno due trasporti con circa 2.100–2.150 ebrei dell'Europa centrale alla stazione ferroviaria di Raasiku, uno da Theresienstadt (Terezín) con ebrei cecoslovacchi e uno da Berlino con cittadini tedeschi. Circa 1.700-1.750 persone furono immediatamente trasportate in un luogo di esecuzione a Kalevi-Liiva, nei pressi delle spiagge sul mar Baltico e fucilate.
Il trasporto Be 1.9.1942 da Theresienstadt arrivò alla stazione di Raasiku il 5 settembre 1942, dopo un viaggio di cinque giorni. Secondo la testimonianza di Ralf Gerrets, uno degli accusati nei processi per crimini di guerra del 1961, erano partiti da Tallinn gli autobus occupati dagli arrestati dalla polizia ausiliaria estone. Il processo di selezione venne supervisionato da Ain-Ervin Mere, capo della polizia di sicurezza in Estonia; chi non veniva reclutato per il lavoro forzato, era spedito in un luogo di sterminio vicino al campo. In seguito la polizia, in squadre da 6-8 uomini, uccideva gli ebrei con delle mitragliatrici. Nelle indagini dei decenni, tuttavia, alcune guardie del campo hanno negato il coinvolgimento della polizia e hanno affermato che le esecuzioni sono state eseguite dal personale del campo. Il primo giorno si sterminarono secondo questo modus operandi in totale 900 persone. Gerrets riferisce di aver aperto il fuoco con una pistola contro un uomo che stava rantolando tra la pila di cadaveri. L'intera operazione fu diretta dai comandanti delle SS Heinrich Bergmann e Julius Geese. Pochi testimoni hanno indicato Heinrich Bergmann come la figura chiave dietro lo sterminio dei gitani estoni. Nel caso di Be 1.9.1942, le poche donne a sopravvivere poiché ritenute idonee a fornire manodopera per la guerra viaggiarono per una serie di campi di concentramento in Estonia, Polonia e Germania a Bergen-Belsen, prima di essere liberate. Il comandante del campo Aleksander Laak costringeva le donne a prostituirsi, per poi spesso ucciderle dopo che erano servite allo scopo.
Numerosi testimoni stranieri sono stati ascoltati nei processi postbellici nell'Estonia sovietica, tra cui cinque donne trasferite da Theresienstadt.

## Comunità rom
Alcuni testimoni hanno indicato Heinrich Bergmann come la figura chiave dietro lo sterminio dei rom estoni.

## Collaborazionismo
I tedeschi reclutarono decine di migliaia di nativi estoni nelle Waffen-SS e nella Wehrmacht. Formazioni degne di nota tra queste forze furono la Legione estone, la 3ª brigata di volontari estone delle SS e la 20. Waffen-Grenadier-Division der SS, tra le varie.
Unità dell'Eesti Omakaitse (Guardia nazionale estone, circa 1000-1200 uomini) furono direttamente coinvolte in atti criminali, prendendo parte alle procedure di raccolta di 200 rom e 950 ebrei. Unità della polizia ausiliaria estone hanno partecipato allo sterminio degli ebrei nella regione russa di Pskov e hanno fornito le guardie per i campi di concentramento di ebrei e prigionieri di guerra sovietici a Jägala, Vaivara, Klooga e Lagedi.
Le operazioni di liquidazione dei campi, come Klooga, da cui scaturò l'esecuzione di massa di circa 2.000 prigionieri, vennero compiute da unità SS estoni appartenenti alla 20ª divisione SS e Schutzmannschaftsbataillon del KdS. I sopravvissuti raccontano che, nel corso degli ultimi giorni prima della liberazione, quando c'erano ancora lavoratori ebrei costretti ad aiutare i tedeschi, la popolazione estone in parte tentò di aiutare gli ebrei fornendo cibo e altri tipi di assistenza".

## Processi per crimini di guerra
I quattro estoni ritenuti maggiori responsabili degli omicidi di Kalevi-Liiva furono accusati dei processi per crimini di guerra nel 1961. Due di essi furono successivamente giustiziati, mentre le autorità di occupazione sovietica non poterono portare in tribunale gli altri due che erano fuggiti all'estero dopo il 1945. In totale, furono sette gli estoni ad essere accusati da un tribunale per crimini contro l'umanità: Ralf Gerrets, Ain-Ervin Mere, Jaan Viik, Juhan Jüriste, Karl Linnas, Aleksander Laak e Ervin Viks. Gli imputati furono accusati di aver ucciso fino a 5.000 ebrei cecoslovacchi e tedeschi - oltre ai rom - nei pressi del campo di concentramento di Kalevi-Liiva nel 1942-1943. Ain-Ervin Mere, comandante della polizia estone di sicurezza (gruppo B della Sicherheitspolizei) sotto l'Autogestione estone, il governo fantoccio dell'Estonia durante l'occupazione nazista, fu condannato in contumacia. Prima del processo, Mere era stato un membro attivo della comunità estone nel Regno Unito, contribuendo alle pubblicazioni in lingua estone. Al momento del processo, tuttavia, era stato tenuto in custodia in Inghilterra, essendo stato accusato di omicidio. Non fu mai estradato e morì in Inghilterra da uomo libero nel 1969. Jaan Viik, (riportato anche nelle versioni Jan Wijk o Ian Viik), una guardia del campo di lavoro di Jägala, si citò in giudizio tra le centinaia di guardie e poliziotti per via della sua condotta particolarmente brutale: ad esempio, i testimoni i riferivano che avrebbe lanciato in aria bambini in tenera età per poi spararli ed egli non ha rigettato l'accusa. Di un quarto convenuto, il comandante del campo Aleksander Laak, fu scoperto che si rifugiò in Canada dopo la guerra, ma si suicidò prima che potesse essere processato.
Nel gennaio 1962, si tenne un nuovo processo a Tartu. Juhan Jüriste, Karl Linnas ed Ervin Viks furono accusati di aver ucciso 12.000 civili nel campo di concentramento di Tartu.

## Computo delle vittime
Fonti della RSS Estone stimavano il numero totale di cittadini e stranieri sovietici uccisi dai nazisti intorno alle 125.000 vittime. Il numero comprende ebrei dell'Europa centrale e occidentale e prigionieri di guerra sovietici uccisi o morti di stenti nei campi ospitanti i prigionieri di guerra sul suolo estone. La Commissione internazionale estone per i crimini contro l'umanità stima che il numero totale delle vittime sia di circa 35.000, composto dai seguenti gruppi:
- 1.000 ebrei estoni;[40]
- Circa 10.000 ebrei stranieri;[23]
- 243 rom estoni;[16]
- 6.500 altri estoni (inclusi russi etnici);[50]
- 15.000 prigionieri di guerra sovietici.[1][51]

Il numero di ebrei estoni uccisi è inferiore a 1.000: gli autori tedeschi dell'Olocausto Martin Sandberger e Walter Stahlecker citano rispettivamente i numeri 921 e 963. Nel 1994 Evgenia Goorin-Loov calcolò il numero esatto in 929.

## Monumenti commemorativi

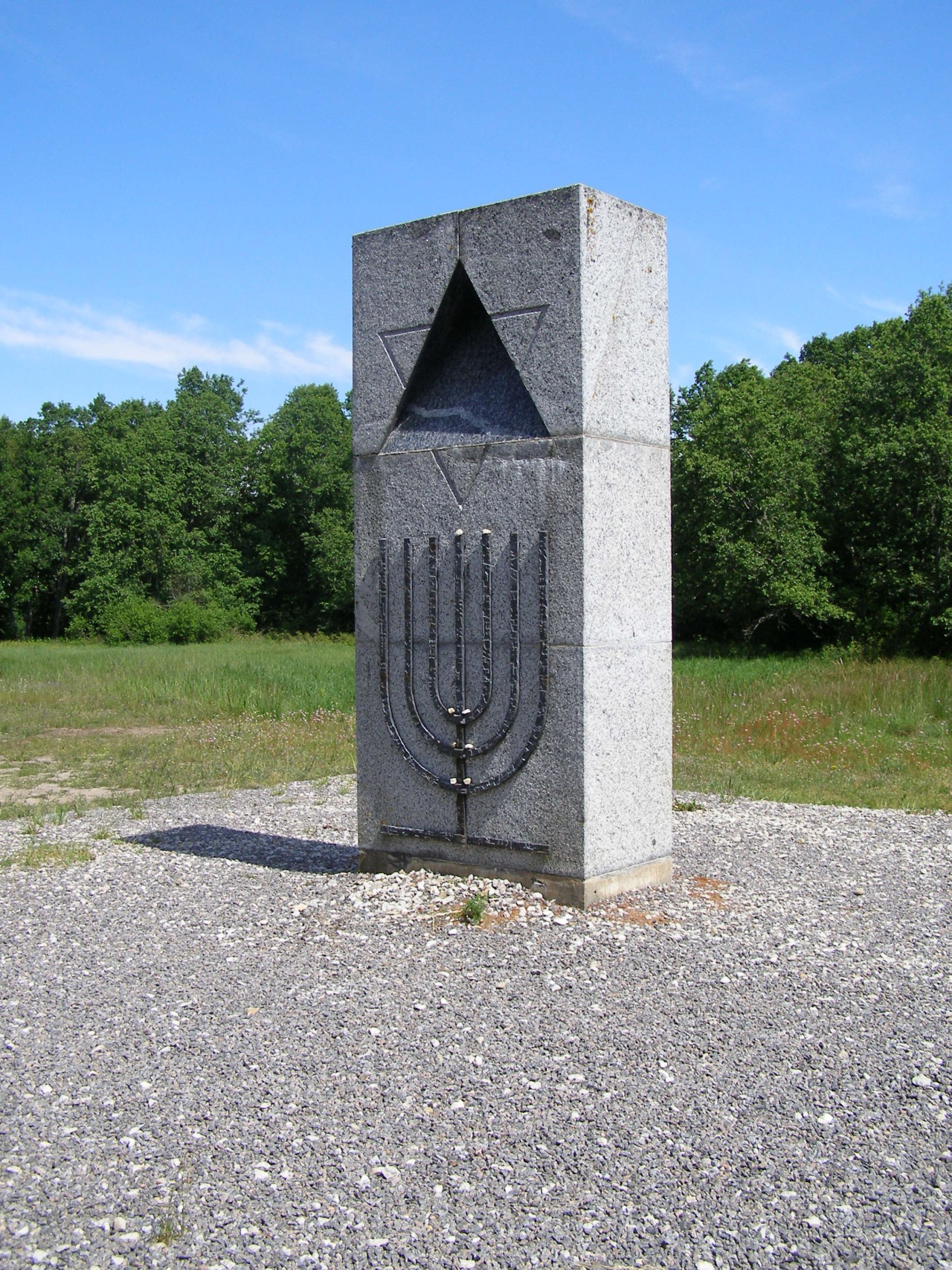
Lapide commemorativa dell'Olocausto presso il sito del campo di concentramento di Klooga, inaugurata il 24 luglio 2005

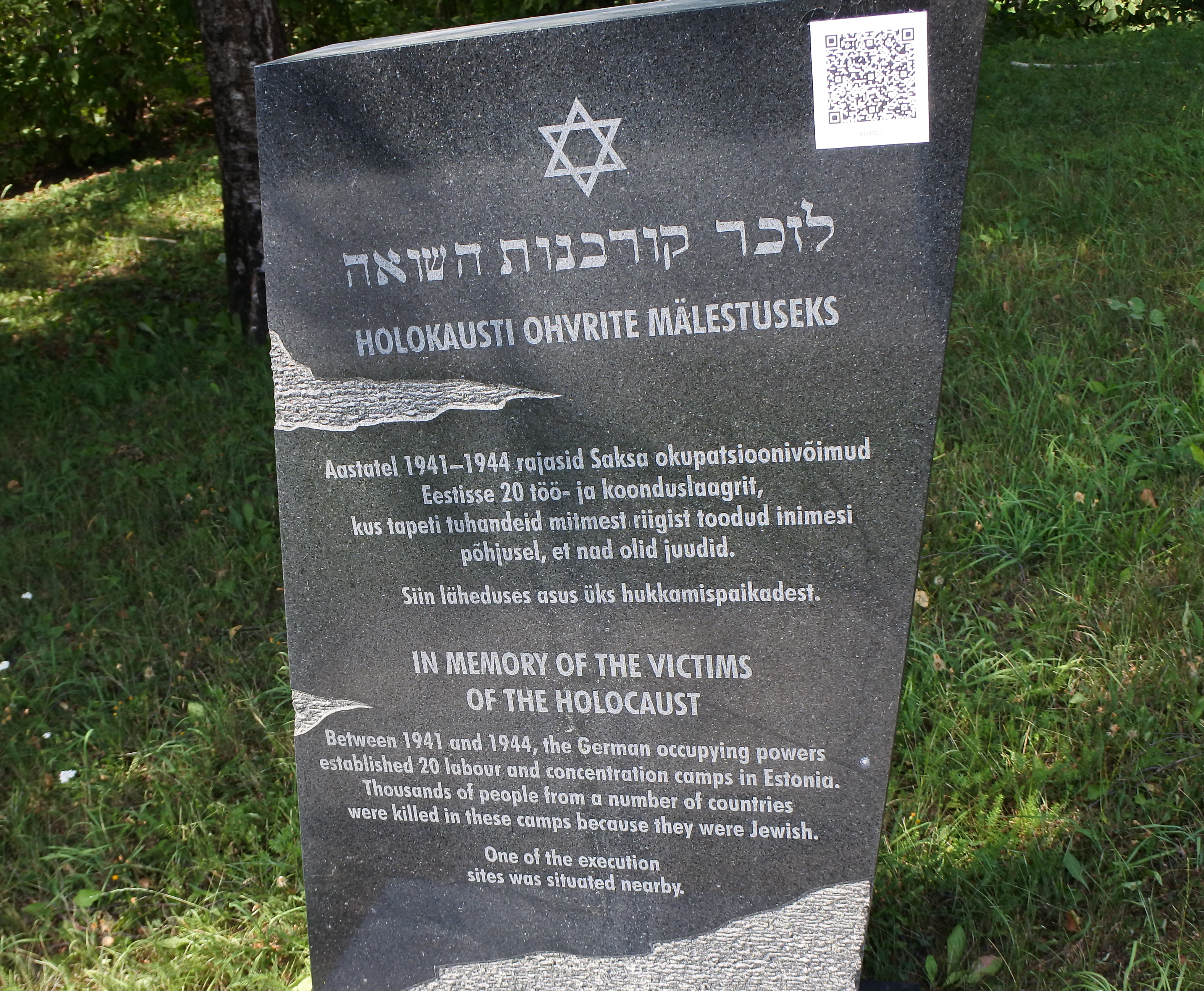
Lapide commemorativa dell'Olocausto del campo di concentramento di Kiviõli, Estonia nord-orientale

Dopo il ristabilimento dell'indipendenza estone, nel settembre del 1944 si realizzarono svariate targhette o lapidi commemorative per il 60º anniversario delle esecuzioni di massa condotte nei campi di Lagedi, Vaivara e Klooga (Kalevi-Liiva). Nel febbraio del 1945, Ain Mere fondò a Berlino l'Eesti Vabadusliit, un'organizzazione anti-sovietica, insieme all'SS-Obersturmbannführer Harald Riipalu. Nel 2002 il governo della Repubblica d'Estonia ha deciso di commemorare ufficialmente l'Olocausto.
All'Estonia (come per Austria, Lituania, Norvegia, Romania, Svezia, Siria e Ucraina) è stato assegnato il grado di Categoria F, ovvero "Fallimento totale" ("paesi, che in linea di principio rifiutano di indagare, per non parlare di perseguire, sospetti criminali di guerra nazisti") Rapporto del 2006 sullo stato delle indagini e delle azioni giudiziarie contro i criminali di guerra nazisti dal Centro Simon Wiesenthal.
Nell'agosto del 2018, la lapide presso Kaleevi-Liiva è stata deturpata quando fu disegnata una svastica su di essa.

## Campi di concentramento

### KZ-Stammlager
- KL Vaivara
  - Klooga

### KZ-Außenlager
- KL Aseri
- KL Auvere
- KL Erides
- KL Kohtla
- KL Ilinurme
- KL Jewe
- KL Kerestowo (oggi nella Gatčinskij rajon)
- KL Kiviöli
- KL Kukruse
- KL Kunda
- KL Kuremaa
- KL Lagedi
- KL Narwa
- KL Pankjavitsa: situato a circa 15 km a sud del villaggio di Pankjavitsa, nell'ex provincia estone di Petserimaa oggi quasi interamente Russia, fu fondato nel novembre del 1943. L'11 novembre dello stesso anno giunsero 250 prigionieri di Klooga, sistemati nelle caserme. Già nel gennaio 1944 il campo fu chiuso e i detenuti trasferiti a Kūdupe (in Lettonia vicino al confine estone), a Pečory o a Ülenurme. Probabilmente il campo venne smantellato e si preferì stabilirsi nel campo di Vaivara.[58]
- KL Narwa-Hungerburg
- KL Putki (nel distretto parrocchiale di Piiri, vicino a Slancy)
- KL Reval (Ülemiste?)
- KL Saka
- KL Sonda
- KL Soski (nel distretto parrocchiale di Vasknarva)
- KL Wiwikond
- KL Ülenurme

#### Arbeits- und Erziehungslager
- AEL Jägala (agosto 1942-settembre 1943)
- AEL Murru
- AEL Reval
  - Harku (243 gitani estoni vennero giustiziati nel campo di concentramento di Harku il 27 ottobre 1942)
  - Lasnamäe
- AEL Tartu (comandante Karl Linnas)
- AEL Turba (in Ellamaa)

### Prigioni
- Haapsalu
- Kuressaare
- Narva (in via Vestervalli, 1941-1944)
- Petseri
- Pärnu
- Tartu
- Valga
- Võru

### Campi di concentramento minori
- Dvigatel
- Essu
- Järvakandi
- Laitse
- Lavassaare
- Lehtse
- Lelle (1942 - maggio 1943)
- Roela
- Sitsi (a Tallinn, alla fine di via Tööstuse, dove c'erano 10 caserme; operativo fino al 17 settembre 1944)
- Vasalemma